# Pedro Calles
Pedro Luis Calles Porras (Cordova, 24 agosto 1983) è un allenatore di pallacanestro spagnolo.

## Palmarès
- Basketball-Bundesliga Allenatore dell'anno: 1

Vechta: 2018-19